# Dieter Noll

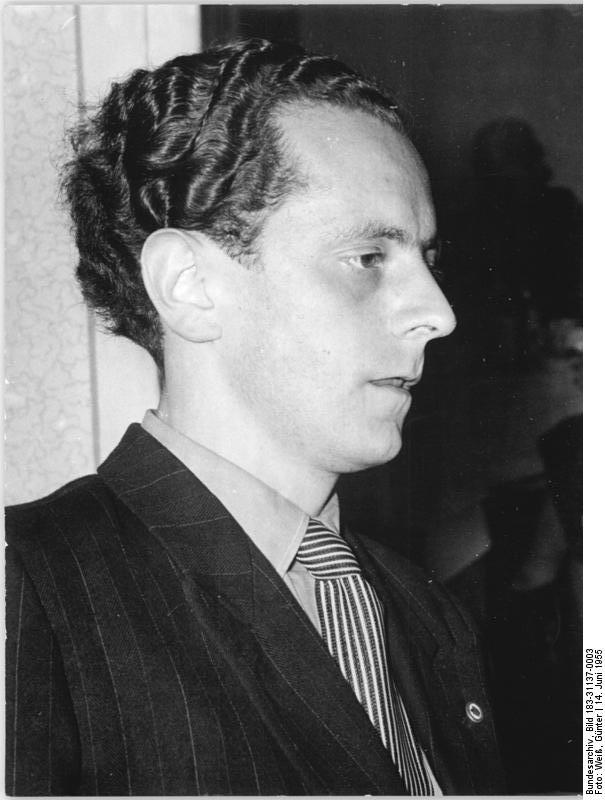
Dieter Noll en 1955.

Dieter Noll (Riesa, 31 de diciembre de 1927-Zeuthen, 6 de febrero de 2008) fue un escritor alemán. Su obra principal fue la novela en dos tomos Las aventuras de Werner Holt (Die Abenteuer des Werner Holt), de la cual se vendieron más de dos millones de ejemplares entre la década de 1960 y la muerte de su autor.

## Vida
Fue hijo de un farmacéutico. Su madre, que era medio judía, fue sometida a represión debido a las disposiciones de las leyes de Núremberg durante el nazismo. Noll estudió en la escuela secundaria, hasta que fue reclutado como auxiliar de artíllería en el año 1944; también se desempeñó como auxiliar de las fuerzas aéreas y como soldado de la Wehrmacht. Al final de la guerra fue prisionero de los norteamericanos durante un tiempo. Después de su liberación aprobó el examen de secundaria en Chemnitz y empezó en el año 1948 estudios universitarios de germanística, filosofía e historia del arte en la Universidad de Jena. En el año 1950 se trasladó a Berlín y trabajo como redactor de la revista editada por Bodo Uhse, Aufbau; también trabajó en el diario Neues Deutschland. En 1956 empieza a escribir por su cuenta y fijó su residencia en Wernsdorf.
Desde 1946 era miembro del Partido Comunista de Alemania (KPD). Entre 1964 y 1967 fue miembro de la administración de distrito Berlín Este. Debido a sus vínculos con el Partido Socialista Unificado de Alemania no participó en las protestas que otros escritores de la República Democrática Alemana realizaron por el destierro de Wolf Biermann, y en 1979 escribió una carta abierta a Erich Honecker donde atacó con dureza a los escritores Stefan Heym, Joachim Seyppel y Rolf Schneider.
Al inicio de la década de 1950 publicó reportajes sobre la construcción de la RDA. Su obra principal fue la novela autobiográfica en dos volúmenes Las aventuras de Werner Holt. En el primero, se narra la evolución de Werner Holt dentro de un grupo de bachilleres marcados por el nacionalsocialismo, desde que son auxiliares de artillería antiaérea y soldados de la Wehrmacht hasta que acaban como prisioneros de guerra. El segundo volumen narra la complicada conversión de un antiguo soldado de la Wehrmacht a un simpatizante socialista. Según información de la editorial la obra tuvo una tirada de más de seis millones de ejemplares. En la RDA el primer tomo se leía en las escuelas y fue llevado al cine en 1964 por Joachim Kunert.
Dieter Noll fue miembro desde 1954 de la Deutscher Schriftstellerverband, y desde 1963 hasta 1966 vicepresidente en funciones de la asociación de distrito de Berlín. Desde 1969 perteneció a la Academia de las Artes de Berlín Este. Recibió los siguientes premios: premio literario de la Federación Alemana de Sindicatos Libres (1955), premio Heinrich Mann (1961), premio nacional de la RDA (1963 y 1979), la medalla Johannes R. Becher (1964) y el Kuntpreis de la Federación Alemana de Sindicatos Libres.
En 1996 confesó su pasado como colaborador informal de la Stasi en la revista Der Spiegel. Su hijo, nacido en 1954, es el escritor israelí Chaim Noll, aunque su nombre de nacimiento es Hans. Dieter Noll falleció en Zeuthen la noche del 6 de febrero de 2008 víctima del cáncer.

## Obra
- Neues vom lieben närrischen Nest (1952)
- Die Dame Perlon und andere Reportagen (1953)
- Sonne über den Seen (1954)
- Mutter der Tauben (1955)
- Kisch-Kalender (1955)
- Mecklenburgische Landschaft (1958) (junto a Renate Rössing y Roger Rössing)
- Las aventuras de Werner Holt
- In Liebe leben (1985)

## Adaptaciones cinematográficas
- Alter Kahn und junge Liebe (1957)
- Die Abenteuer des Werner Holt (1965)
- Kippenberg (1981)